# Sohatu
Sohatu là một xã thuộc hạt Călărași, România. Dân số thời điểm năm 2002 là 3559 người.